# Nicolò da Ponte

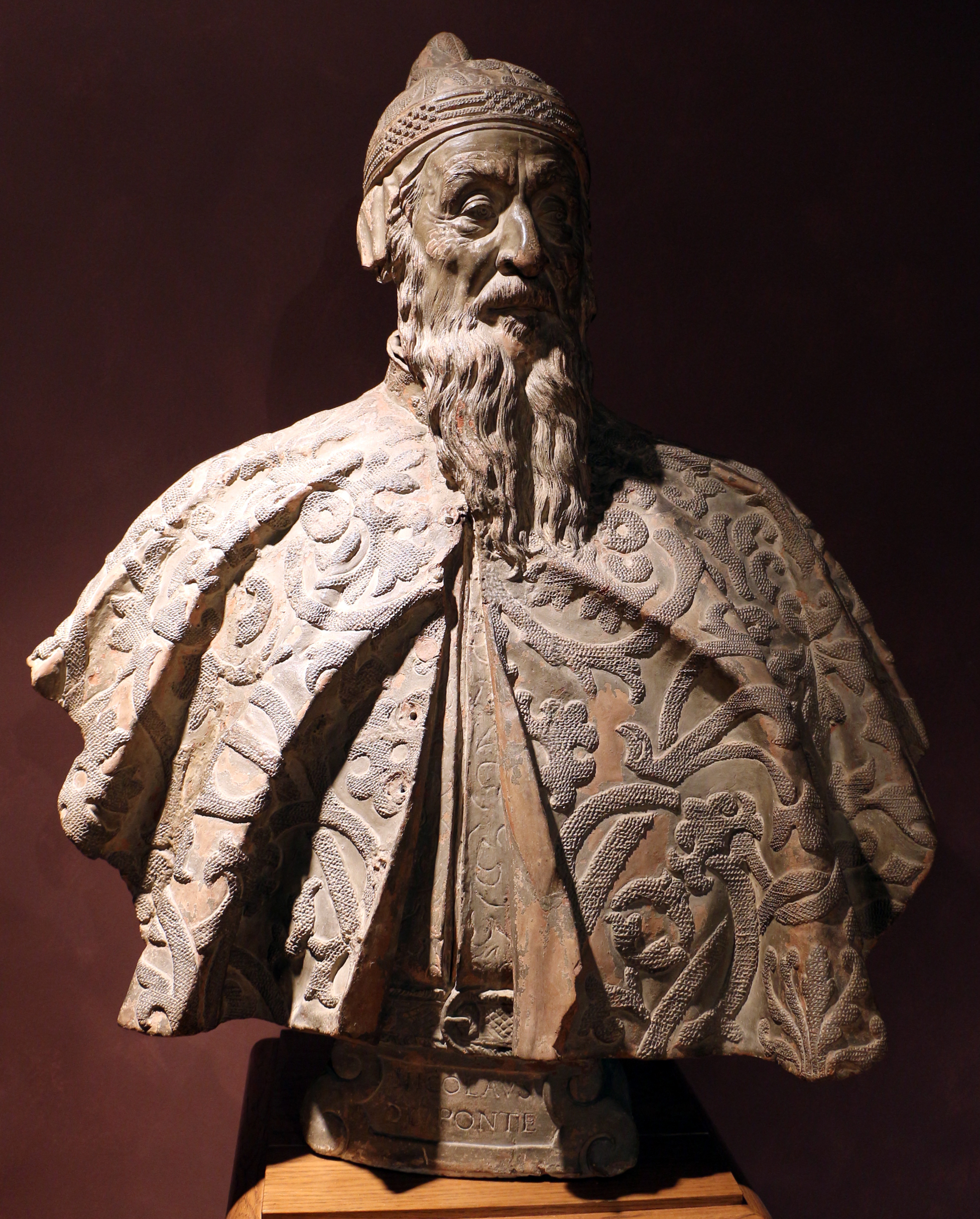
Büste des Dogen von Alessandro Vittoria, 1582–1584, Pinacoteca Manfrediniana zu Venedig, seit 2019 Museo diocesano del Patriarcato di Venezia

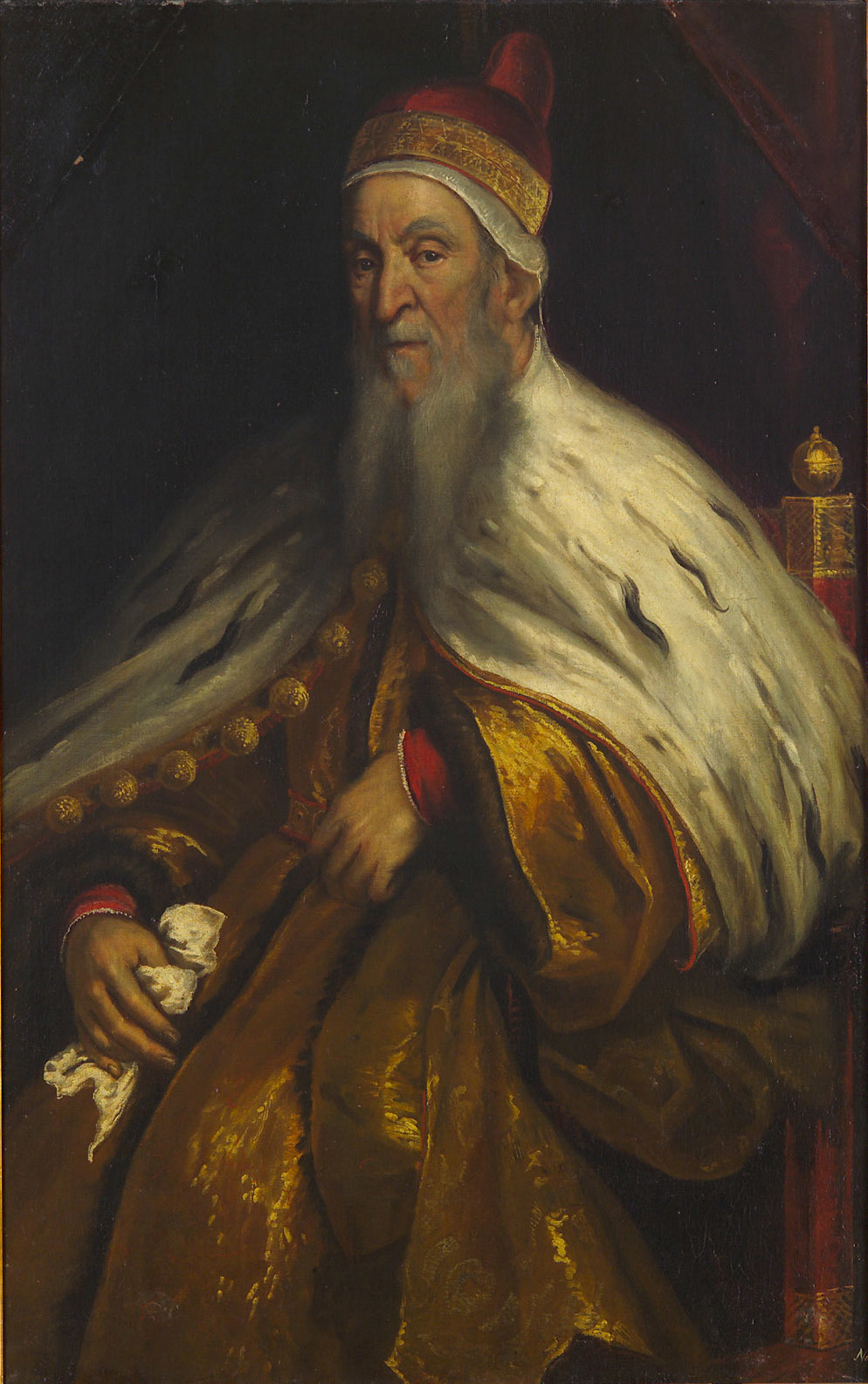
Nicolò da Ponte, nach Palma il Giovane (Kunsthistorisches Museum Wien)

Nicolò da Ponte (* 15. Januar 1491 in Venedig; † 30. Juli 1585 ebenda) war, folgt man der Zählweise der staatlich gesteuerten Geschichtsschreibung der Republik Venedig, ihr 87. Doge. Er füllte dieses höchste Amt der Republik von 1578 bis zu seinem Tod aus.
Nicolò da Ponte verfügte über gute Kontakte zur Kurie, besonders zu den Päpsten Paul III., Julius III. und Gregor XIII.; er war Berater beim Konzil von Trient. Dennoch war er antiklerikal eingestellt und misstraute zugleich der kaiserlichen Großmacht. Er war Botschafter bei Kaiser Karl V. und bei König Franz II. von Frankreich. 1570 wurde er Prokurator von San Marco, mehrfach war er für die Universität Padua zuständig (Riformatore dello Studio di Padova), lehrte in Venedig Philosophie. Er war Statthalter im Friaul und nahm eine ähnliche Stellung auf Korfu ein, war für die venezianischen Gebiete in Oberitalien, die Terraferma zuständig. Zudem war er Podestà in verschiedenen Städten. Immer wieder saß er in den entscheidenden Gremien Venedigs, sei es im Rat der Zehn, im Senat oder in anderen zentralen Kollegien und Expertengremien. Er war zeitweise für die Inquisition zuständig. Er betrieb den Separatfrieden von 1573, mit dem sich Venedig aus der anti-osmanischen Koalition mit Spanien und dem Papst löste, nachdem diese noch 1571 in der Seeschlacht von Lepanto gesiegt hatte. Doch war die Flotte in dieser Größenordnung nicht mehr aufrechtzuerhalten und Zypern ging endgültig verloren.
In das Dogenamt, das er bis zu seinem Tod ausfüllte, wurde er am 3. März 1578 gewählt. Während seiner Amtszeit wurden dem Rat der Zehn, der zeitweise beinahe eine Nebenregierung Venedigs dargestellt hatte, erhebliche Machtmittel entzogen.

## Familie

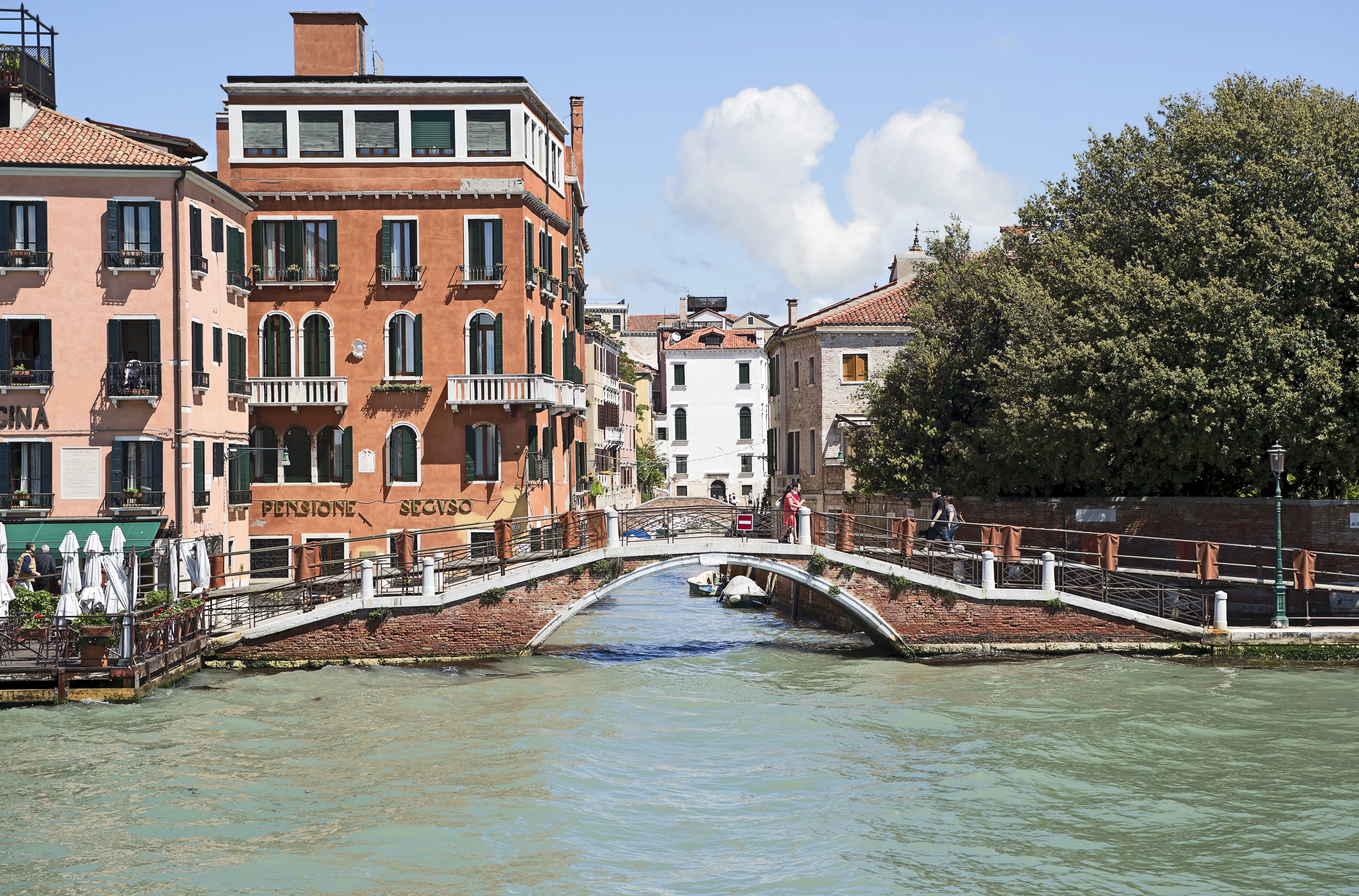
Die heutige Brücke Ponte della Calcina

Die Familie da Ponte ist in Venedig urkundlich zum ersten Mal um 1100 nachgewiesen. Nicolò ist der einzige Doge aus der Familie, die Anfang des 19. Jahrhunderts ausgestorben ist. Geboren wurde Nicolò da Ponte in einem Haus in der Gemeinde Sant’Agnese, am Ponte della Calcina. Er war der älteste von sechs Söhnen des Antonio da Ponte und der Regina Spandolin, Tochter des Ritters Demetrio aus Konstantinopel.
Die wirtschaftliche Basis der Familie war der Handel, insbesondere von der Ägäisinsel Negroponte aus. Doch 1470, als die Osmanen die bedeutende Insel eroberten, flohen viele Venezianer, darunter Nicolòs Onkel Giovanni, dessen Schiff mitsamt seinem Vermögen versank. Andererseits weist die Ehe des Vaters mit einer Griechin (1489) darauf hin, dass weiterhin oder wieder Handelsbeziehungen dorthin bestanden haben könnten.
Nicolò da Ponte heiratete 1520 Arcangela Canal di Alvise di Luca, die einer der ältesten Familien Venedigs entstammte, und die mit seiner Wahl zum Dogen für seine verbleibende Amtszeit, also die Jahre 1578 bis 1585, Dogaressa hätte werden können; sie starb jedoch bereits 1566. Das Paar hatte zwei Kinder, nämlich den 1526 geborenen Sohn Antonio und eine Tochter namens Paolina. Antonio war im Jahr 1558 bereits nicht mehr am leben; er hatte 1542 Paola Mocenigo geheiratet. Aus dieser Ehe gingen gleichfalls zwei Kinder hervor: Paolina heiratete 1572 Gabriele Corner; Nicolò, der Prokurator von San Marco und Haupterbe des Dogen, machte im Jahr 1590 sein Testament.

## Leben

### Gesellschaftlicher Aufstieg

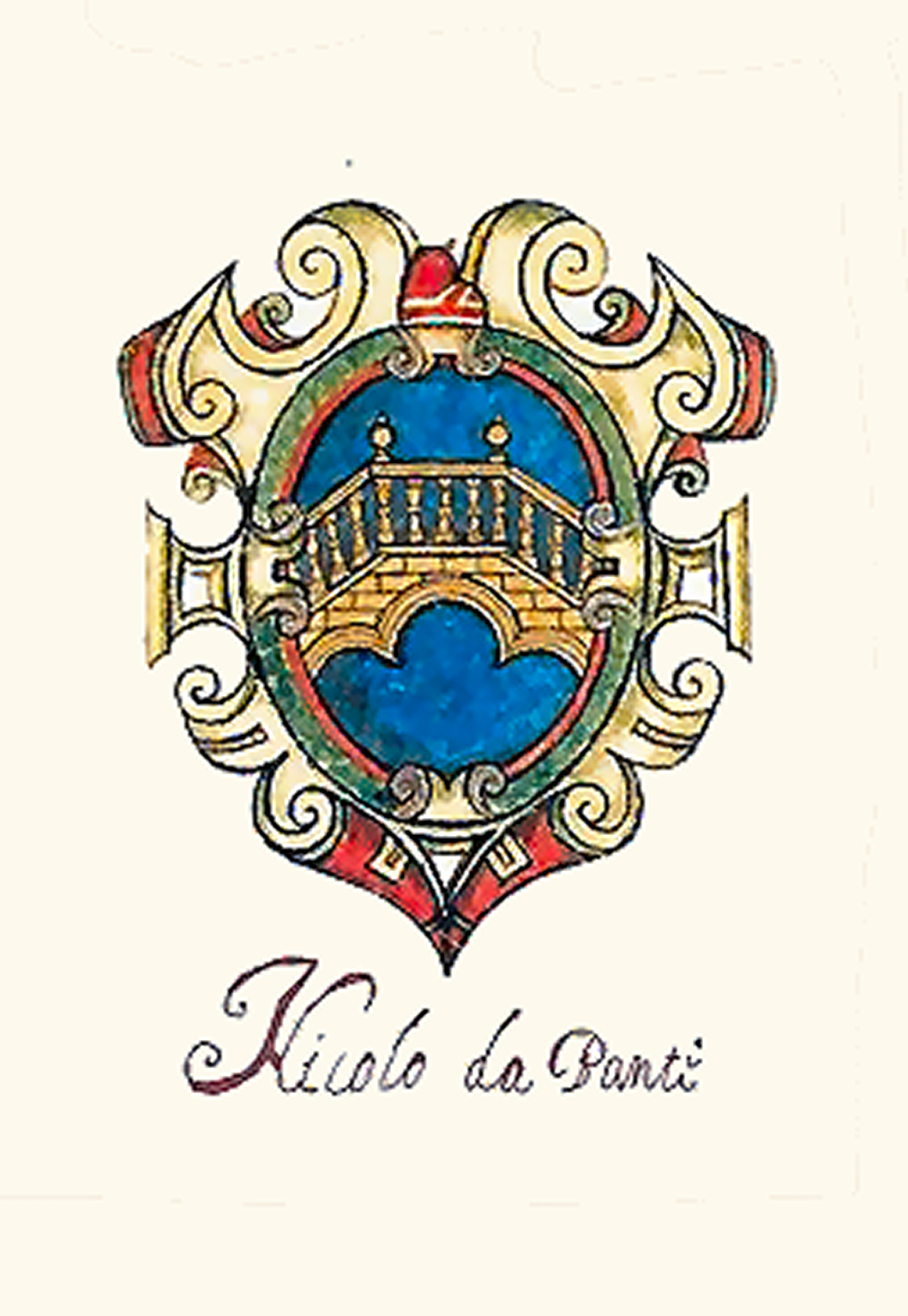
Wappen „Nicolo da Ponte“s, frühes 17. Jahrhundert, mit der Brücke (ponte) als zentralem Motiv

#### Ausbildung und Ämterlaufbahn, Erwerb des Vermögens
Da Ponte war umfassend gebildet. Er lernte bei dem gefeierten Meister Egnazio (1478–1553), studierte an der Universität Padua und schloss sein Studium als Doktor der Philosophie dennoch nicht ab (was in seinem Stand üblich war). Dies dürfte aber auch mit den Kämpfen wegen der Liga von Cognac zusammenhängen, die eine lange Unterbrechung des Lehrbetriebs zur Folge hatten. Stattdessen erlangte er seinen Doktorgrad am 8. März 1514 in Venedig in den freien Künsten durch „dotori medici“, wie Marin Sanudo vermerkt. Er verfügte über Kenntnisse in Mathematik und Theologie und er vertrat die Republik schon in jungen Jahren als Diplomat an verschiedenen europäischen Höfen.
Bereits im Alter von 20 Jahren war er, sicher nach der Balla d’oro, einem Losverfahren, vorzeitig in den Großen Rat gelangt. Dort wurde er sogleich in eine typische Anfängerposition gewählt, nämlich zum Savio agli Ordini. Diese Stellung war sehr begehrt, da sie oft den Anfang einer viel versprechenden Ämterlaufbahn darstellte. Folgt man Andrea Da Mosto, so war er von hoher Statur, robust und wohl proportioniert, eine würdevolle Erscheinung, zugleich jovial und fröhlich, eine Freude für jeden, der ihn kannte. Niemals ermüdete er, was sich bis ins hohe Alter durchhielt. Außerdem war er von hoher Redegewandtheit und tiefer Bildung, vom Lesen konnte er nicht genug bekommen. Agostino Valier sprach 1719 geradezu von einer „aviditas legendi“.

#### Vermögensaufbau, Ehe, Lehrmeister für Philosophie
In der Zeit von 1512 bis 1532 betätigte sich Nicolò da Ponte nicht politisch. In dieser Zeit erwarb er sich im Handel ein gewaltiges Vermögen, das Zeitgenossen auf 150.000 Dukaten schätzten. So konnte er sich einen großartigen Palast, den Palazzo di San Maurizio, bauen lassen. Irgendwann zwischen 1554 und 1565 zog er in den Stadtpalast ein. Neben seinen ökonomischen Interessen verfolgte er weiterhin kulturelle. So gelang es ihm, am 10. August 1521 Sebastiano Foscarini im Amt eines Lektors für Philosophie an der Scuola di Rialto nachzufolgen. Foscarini, sein Meister, war für zwei Jahre als Consigliere nach Zypern geschickt worden, nachdem er an der Rialtoschule über 45 Jahre gelehrt hatte. Er hatte ihn gelehrt, den Aristotelismus neu zu betrachten, vor allem aber, jede Einmischung durch die Kirche abzuwehren. Der Senat ermöglichte da Ponte die Übernahme der neuen Stellung per Dekret. 1520 hatte er Arcangela Canal di Alvise di Luca geheiratet. An der Scuola führte er Disputationen, u. a. mit Egidio da Viterbo.

#### Wiederaufnahme der politischen Tätigkeit: Korfu (1532–1535), Senator, Anwalt der Kommune

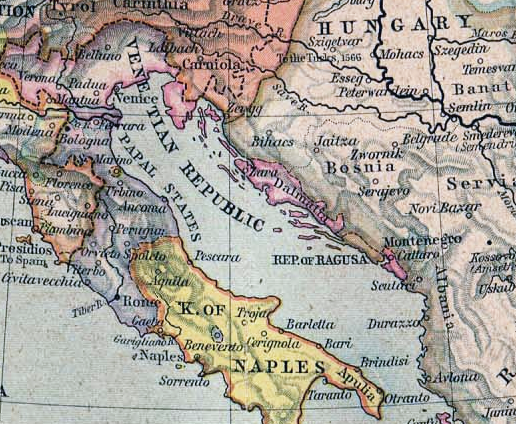
Der Herrschaftsbereich Venedigs im Adriaraum und in Italien um 1560

Der Segretario alle Voci schlug da Ponte 1532 für das Amt des Bailò und Capitano auf Korfu vor. Dort hielt er sich vom 20. Juli 1532 bis zum 19. Mai 1535 auf. Seine dringlichste Aufgabe war dort die Lebensmittelversorgung, denn es war bereits zu Tumulten gekommen. Die schwierigere Aufgabe stellten jedoch die Osmanen dar, die im Streit mit der Flotte unter Andrea Doria lagen. Da Ponte versuchte sich neutral zu halten, verstärkte aber zugleich die Festungen und ließ einen Getreidespeicher bauen.
Nach seiner Rückkehr wurde er am 1. September 1535 zum Senator ernannt; er saß in den nächsten Jahren im Senat und in dessen Zonte, also in ergänzenden Gremien für besondere Aufgaben. Am 25. Januar 1540 wurde er zum Avogador di Comun gewählt. In dieser Rolle verteidigte er erfolgreich Alessandro Contarini, der 1537 für die Versorgung der Flotte zuständig gewesen war. In diesem Amt hatte er eine osmanische Galeere gekapert, noch bevor offiziell der Krieg zwischen Venedig und dem Osmanenreich erklärt worden war.

#### Statthalter im Friaul (1541)

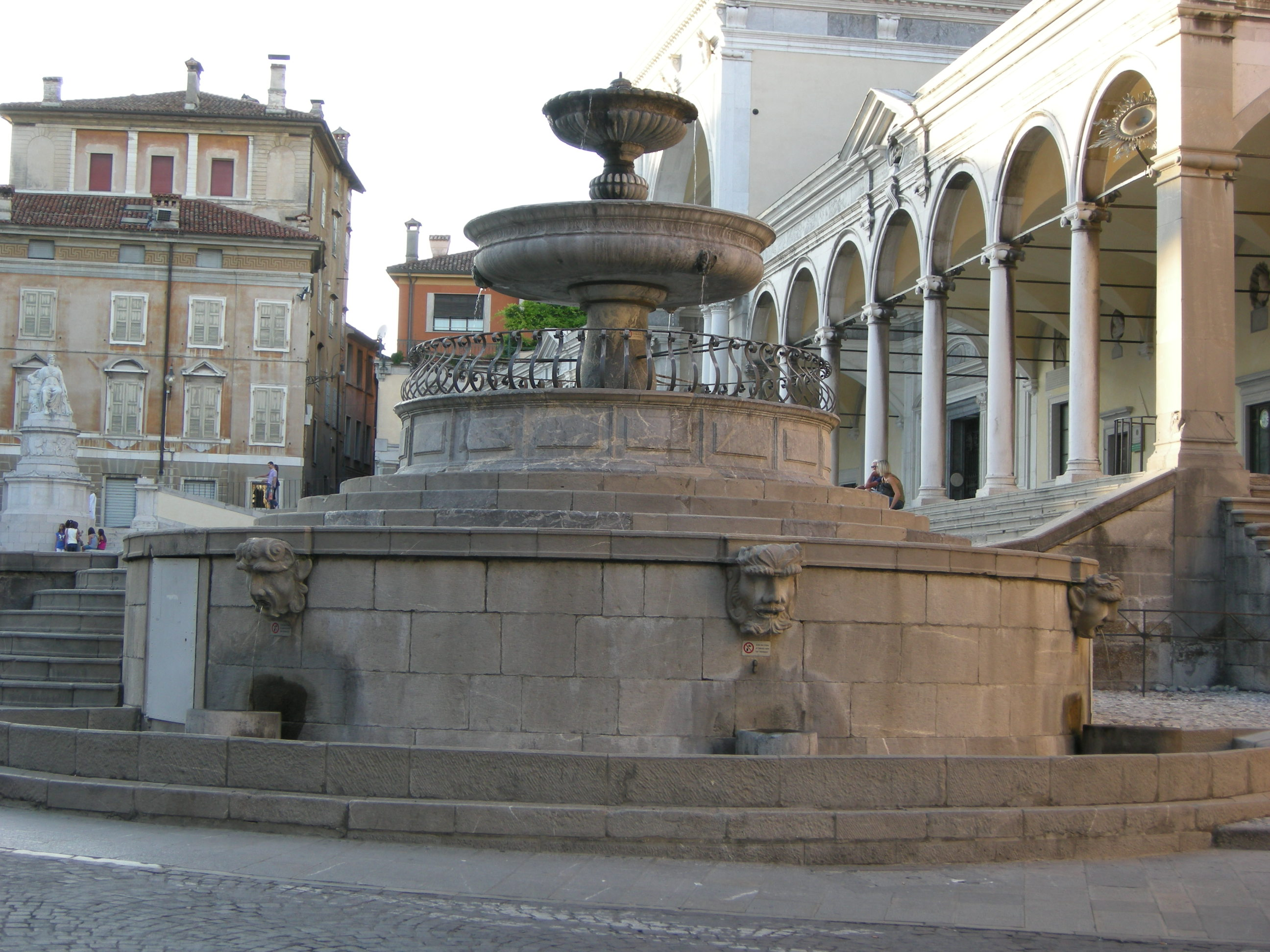
Der Brunnen auf der Piazza della libertà in Udine

Im Februar 1541 wurde er Statthalter des Friaul, wo es ihm unter Aufbietung seiner diplomatischen Geschicklichkeit gelang, Österreich dazu zu bewegen, die Übergabe der Festung von Marano durch den Florentiner Pietro Strozzi an Venedig zu akzeptieren. Er ließ in Udine den Brunnen fertigbauen, der noch heute den Platz schmückt.

#### Gesandter am Kaiserhof (1542–1543), weiterer Aufstieg bis in den Rat der Zehn (1546)
Die Wahl zum Gesandten am kaiserlichen Hof erfolgte am 12. April 1542, als er noch im Friaul war. Nach dem gescheiterten Versuch, Algier zu erobern, sah sich der Kaiser der Bedrohung durch Frankreich ausgesetzt, so dass Venedig einen geschickten Unterhändler mit einem gewissen Vertrauensvorschuss wählte. Tatsächlich erklärte Frankreich dem Habsburger den Krieg. Bereits zwei Tage nach seiner Berufung war Nicolò da Ponte am 13. September in Mailand. Über Genua erreichte er schließlich Barcelona, wo er vom Kaiser die Erlaubnis erlangte, Salpeter für die venezianische Flotte auszuführen. Im Gefolge Kaiser Karls V. reiste er nach Genua. Er erkrankte allerdings im Reich und musste nach Venedig zurückkehren, wo er am 18. September 1543 eintraf.
Nun erlangte er einen hochangesehenen Posten nach dem anderen. Am 1. September wurde er für die erste Jahreshälfte 1544 Savio di Terraferma, saß ab dem 30. Oktober 1544 im Collegio delle Fortezze, befasste sich also erneut mit Festungsbauwerken. Am 9. Dezember wurde er für die Jahre 1545 und 1546 zum Riformatore dello Studio di Padova gewählt. Erneut, diesmal vom 30. März bis zum 30. September, wurde er zum Savio di Terraferma gewählt, am 13. September zum Zensor, war am 30. des Monats bereits in der Zonta dei Pregadi (wie die Senatoren genannt wurden). Erneut am 5. Dezember wurde er in das Collegio delle Fortezze gewählt. Am 28. Juni 1546 wurde er erneut Savio di Terraferma, dann am 1. Oktober Governatore delle Entrate und gleichzeitig stieg er in die Zonta des Rates der Zehn auf.

#### Gesandter in Rom (1547–1548, 1550, 1551–1553)
Als Gesandter in Rom (1547–1548) versuchte er vergeblich Kardinal Marino Grimani, den Bischof von Ceneda zu verteidigen, der von seiner Gemeinde verklagt worden war, so dass dieser von seinem Amt zurücktreten musste. Dies bestärkte da Ponte in seiner Gegnerschaft gegen die Kirche, auch wenn er in Rom vom Papst selbst zum Ritter geschlagen wurde.
Am 1. Oktober 1548 wieder in Venedig saß er abermals in der Zonta des Senats, am 26. Januar wurde er erneut zum Riformatore dello Studio di Padova gewählt. Am 3. Mai gelangte er in den Rat der Zehn, am 30. September war er wieder Senator, dann am 1. Oktober wieder in einer Zonta des Zehnerrats. Im ersten Halbjahr 1550 war er abermals Savio di Terraferma.
Nicolò da Ponte reiste mit Francesco Contarini, Filippo Tron und Marcantonio Venier als Sondergesandter an den Hof des neuen Papstes Julius III., der am 7. Februar 1550 gewählt worden war. Anlass war die übliche Gratulation zur Wahl, doch bei der Gelegenheit wurde auch über die Abtretung von Ravenna und Cervia, die noch in venezianischer Hand waren, verhandelt. Nach Venedig zurückgekehrt, wurde er am 21. September wieder in den Rat der Zehn gewählt, doch kurz darauf, am 12. November wurde er zum Repräsentanten der Republik beim Heiligen Stuhl nominiert. Dort traf er im April 1551 ein. Es gelang ihm, den Streit um Vettore Soranzo, den Bischof von Bergamo beizulegen, der wegen Häresie als Gefangener in der Engelsburg eingesperrt war. Julius III. erklärte sich am Ende dazu bereit, den Bischof nicht aus seinem Amt zu entfernen, sondern ihm nur für eine gewisse Zeit die Rechtsprechung zu entziehen.
Die Frage der Häresie beschäftigte da Ponte mehrfach, schließlich musste er, kurz vor seiner Rückkehr nach Venedig im September 1553, die Republik selbst gegen diesen Vorwurf verteidigen. Dort hatte man den deutschen Überbringer eines Briefes des lutherischen Theologen Pietro Paolo Vergerio offiziell empfangen. Auf den Vorwurf des Papstes antwortete da Ponte: „non si pò negar di udir ambasciator de ciascun Principe, Turco, Christiano over heretico“, man könne es nicht verweigern, Gesandte jedes Fürsten anzuhören, sei er nun Türke, Christ oder Häretiker. Er wahrte seine antiklerikale Position, doch eine regelrechte Partei, die sich gegen die Päpste stellte, existierte erst ab 1580. Erst wenn die Interessen Venedigs Schaden zu nehmen drohten, etwa als der Index die Buchproduktion in Venedig bedrohte, oder als Rom verlangte, die Kirchengüter von der Abgabe der decima zu befreien (einer 1463 eingeführten Abgabe auf Immobilien), wie im Jahr 1566, wehrte man sich in Venedig entschlossen gegen diese Eingriffe. Dabei äußerte sich Nicolò da Ponte so klar, dass er als Antiklerikaler galt. Andererseits verteidigte da Ponte energisch die dogmatischen Positionen Roms, als er 1562 bis 1564 Savio all'Eresia war. Dies war umso schwieriger, als sein Bruder Andrea, der nun im calvinistischen Genf lebte, dem Katholizismus abgeschworen hatte.

#### Ämter in Venedig, antispanische Haltung
In den Rat der Zehn wurde Nicolò da Ponte abermals am 1. Oktober 1553 gewählt, dann am 3. November unter die drei Conservatori ed esecutori delle Leggi. Im ersten Halbjahr 1554 war er Savio del Consiglio, danach Consigliere ducale (Dogenrat) für das Sestiere Dorsoduro. Am 3. Februar 1555 gehörte er wieder einer Zonta des Rates der Zehn an. Wieder wurde er am 20. Juli zu einem der Conservatori delle Leggi, am 1. Oktober in die besagte Zonta, am 16. November zum Savio del Consiglio. In diesen einflussreichen Positionen wurde er auch im folgenden Jahr bestätigt. Am 4. Juni 1556 war er einer der Correttori della promissione ducale, die, wie üblich, den Amtseid des zukünftigen Dogen zu überarbeiten hatten.
Wenige Tage später, während des langwierigen Wahlverfahrens, das am Ende Lorenzo Priuli zum Dogen machte, erhielt auch da Ponte Unterstützer als Exponent der frankreichfreundlichen und antispanischen Fraktion. Im Amt des Savio del Consiglio betonte er (wobei er die Auffassung Domenico Morosinis bekämpfte), es sei unter allen Umständen darauf zu beharren, dass der Herzog von Alba abziehen müsse, der in den Kirchenstaat eingedrungen war. Nichts weniger als das Wertvollste und Edelste, das Gott den Menschen, den Fürsten, den Republiken der ganzen Welt verliehen habe, stehe auf dem Spiel, nämlich der Frieden.

#### Podestà von Padua (1558–1559), Paris (1559–1560), Abgesandter beim Konzil von Trient (1561–1563)
Als er wieder im Rat der Zehn saß, wurde er am 12. Dezember 1557 zum Podestà von Padua gewählt. Dort hielt er sich von März 1558 bis Juli 1559 auf. Dort befasste er sich mit dem Wiederaufbau des Palazzo pretorio, der durch einen Brand zerstört worden war. Vor allem aber bemühte er sich, die Folgen der dortigen Teuerung und den Hunger zu bekämpfen. Dazu wurde ein Monte di Pietà gegründet. So konnten Verarmte an günstige Kredite gegen Pfand gelangen.
Kaum nach Venedig zurückgekehrt, wurde er am 23. Juli 1559 zum Sondergesandten nach Frankreich geschickt. Gemeinsam mit Bernardo Navagero reiste er zum Hof König Franz’ II., wo sich die beiden Gesandten vom 27. April bis zum 3. Juni 1560 aufhielten. Danach saß da Ponte wieder im Rat der Zehn, dann war er von 1559 bis 1561 einer der Savi grandi negli armi.
Am 29. September 1561 wurde er als Gesandter zum Konzil von Trient nominiert, gemeinsam mit Matteo Dandolo. Am 25. April 1562 hielt er eine Rede vor der Versammlung, in der er sich gegen die Forderung des Papstes nach Residenzpflicht der Bischöfe wandte. Bis zum Ende des Konzils blieben die beiden Gesandten in Trient, wobei sie die Rechte der Angehörigen des griechischen Ritus verteidigten.

#### Ablehnung als Gesandter durch den Papst, Selbstverteidigung vor dem Senat (1566), Prokurator von San Marco (1570)
Wieder übernahm Nicolò da Ponte ein Amt nach dem anderen. So war er im ersten Halbjahr 1564 wieder Savio del Consiglio, dann ab dem 1. Oktober erneut Mitglied im Rat der Zehn, danach von Januar bis Juni 1565 war er abermals Savio del Consiglio. Am 23. April 1565 wurde er zum Dogenrat gewählt, diesmal für das Sestiere San Marco.
Gemeinsam mit Girolamo Grimani, Girolamo Zane und Marino Cavalli wurde er am 13. Januar 1566 Oratore straordinario („Sonderredner“) am Hof des neuen Papstes Pius V. Doch Pius lehnte da Ponte als Orator kurzerhand ab, wie der Botschafter Paolo Tiepolo berichtete. Der Papst habe keine gute Meinung von ihm, er habe Bischof Soranzo verteidigt, auch habe er sich auf dem Konzil in einigen Dingen schlecht verhalten. So musste sich da Ponte offiziell für krank erklären lassen, woraufhin er sich von der Legation zurückziehen durfte. Das hielt ihn aber keineswegs davon ab, seine Sache zu verteidigen. In einer Schrift, die er persönlich am 18. Februar im Senat verlas, stellte er sein Vorgehen auf dem Konzil klar, und verteidigte seine Ehre, seine religiöse Haltung und seine Handlungen, deren Beurteilung er jeder frommen, katholischen und umsichtigen Person überlasse.
Der Vorgang schadete seinem Ansehen nicht im geringsten, so dass er weiterhin in den höchsten Positionen des Staates erscheint. Im November 1567 war er unter den 41 Elektoren des Dogen Pietro Loredan, im Dezember wurde er wieder einmal Consigliere ducale, im März 1570 erneut Riformatore dello Studio di Padova. Am 30. Juli 1570 wurde er gar zum Prokurator von San Marco de ultra erhoben, wie üblich auf Lebenszeit.

#### Betreiber des Separatfriedens mit den Osmanen, Gesandter in Rom (1572 und 1573)
Diese ehrenhafte Position erhielt er während des Krieges um Zypern, den die Republik am Ende verlor. Der Rat der Zehn, der lange auf eine Friedenspolitik hingearbeitet hatte, und in dem da Ponte eine Schlüsselrolle spielte, drängte angesichts der Eroberungspläne der Osmanen auf ein Bündnis mit Spanien und dem Papst.
Am 7. Juni 1572 wurde er zusammen mit Vincenzo Morosini und Andrea Badoer als Sondergesandter nach Rom geschickt, um dem neuen Papst Gregor XIII. zu seiner Wahl zu gratulieren. Anfang November kehrte er nach Venedig zurück, doch bereits am 3. April 1573 sollte er mit Giacomo Soranzo wieder nach Rom reisen. Diesmal sollte er die Gründe der Republik erklären, wegen derer Venedig einen Separatfrieden mit den Osmanen geschlossen hatte. Die treibende Kraft hinter diesem Friedensschluss war da Ponte selbst gewesen. Den Papst konnte er schließlich mit vielen Argumenten von der Notwendigkeit überzeugen, der da Ponte am Ende sogar als „pacis angelus“, als ‚Engel des Friedens‘ bezeichnete.
In den folgenden Jahren saß Nicolò da Ponte durchgängig unter den Savi del Consiglio und in der Zonta des Zehnerrates. Auch als Riformatore dello Studio di Padova war er noch einmal vom 20. Juni 1574 bis zum 19. Juni 1576 tätig.

### Amtszeit als Doge

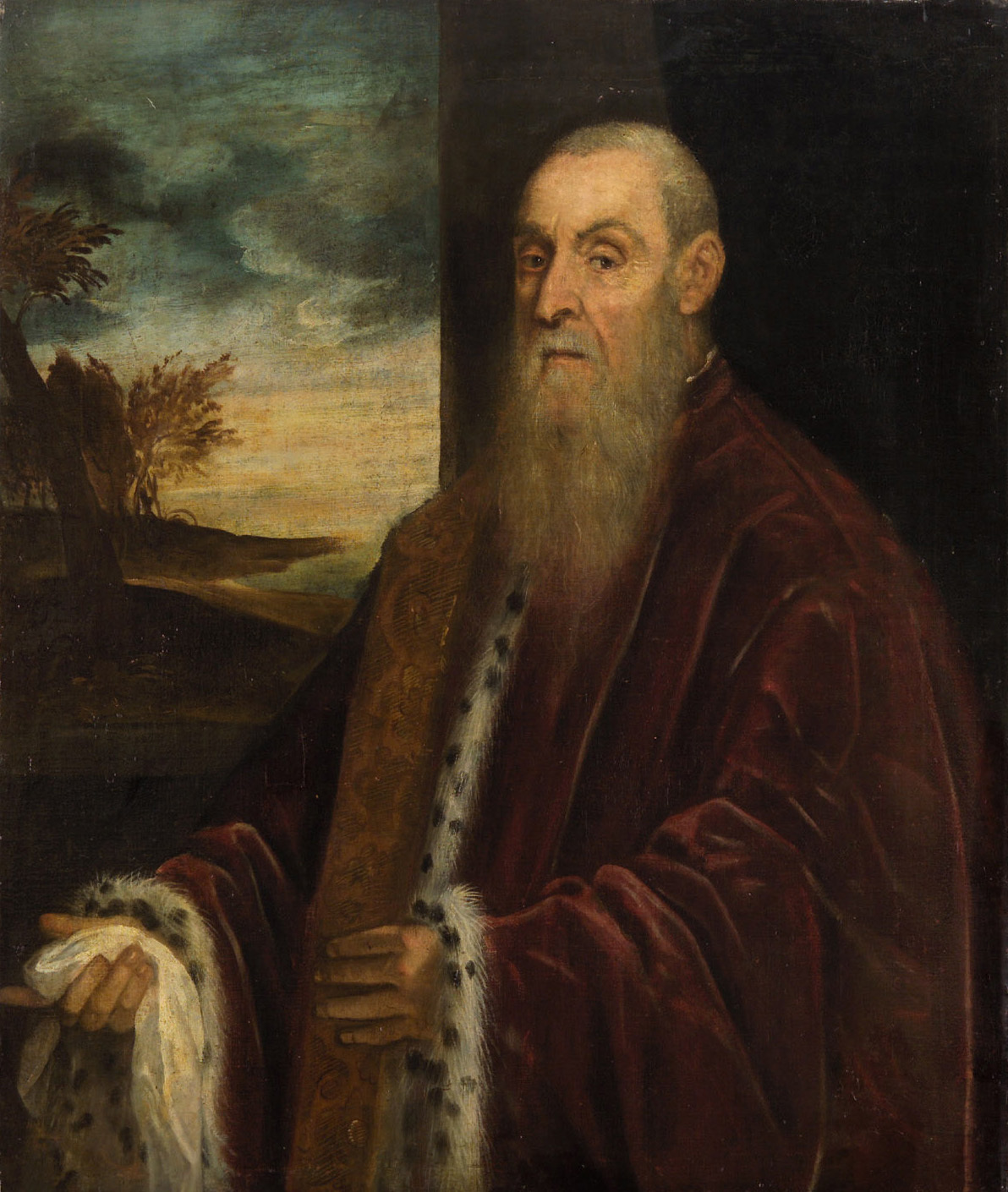
Porträt des Dogen von einem unbekannten Meister, Öl auf Leinwand, 96,5 mal 58,6 cm, Kunsthistorisches Museum Wien

Schließlich wurde Nicolò da Ponte am 3. März 1578 im Alter von 87 Jahren zum Dogen gewählt, allerdings erst nach dem 44. Wahlgang.
Es gelang ihm kaum mehr, einen größeren Einfluss auf die Politik der Republik auszuüben. In Venedig selbst blühten während seines Dogats die Intrigen verfeindeter Familien, bei denen sich die alten Familien (case vecchie) gegen die seit Jahren dominierenden neuen Familien (case nuove) mit Hilfe von Verfassungsänderungen durchzusetzen versuchten. 1582 musste der Rat der Zehn einen Großteil seiner Machtbefugnisse abgeben. Für die giovani wurde er zum Bezugspunkt ihrer politischen Vorstellungen, und mehrfach erwies er seine antiklerikale Haltung.
Wirtschaftlich bekam Venedig die wachsende Konkurrenz Portugals und Spaniens im Überseehandel zu spüren. Auch im Mittelmeer ging der Handel zurück. Dauerhaft war zudem die gewaltige Flotte nicht aufrechtzuhalten. Die Zahl der Galeeren sank von 146 im Jahre 1581 auf 95 im Jahre 1586. Neue Galeeren wurden kaum mehr gebaut. Dies führte zu in Venedig ungewohnt heftigen Unruhen. Die Arbeiter des Arsenals erhoben sich und stürmten die städtischen Ämter. Im November 1581 plünderten die Kalfaterer einen staatlichen Getreidespeicher.
Anfang der 1580er Jahre gelang es einer venezianischen Flottille unter dem Kommando von Filippo Pasqualigo noch einmal, die Galeeren der Johanniter („Malteser“) und der Ritter des Heiligen Papstes und Märtyrers Stephan aus den Gewässern um Kreta zu vertreiben.

### Vermögen, Testament
Schon 1582 hatte Nicolò da Ponte seinen Besitz deklariert. Er besaß neben dem Palast bei San Maurizio im Sestiere San Marco sechs Häuser in Venedig, über tausend campi Land, das er nach und nach erworben hatte, und das sich bei Cittadella, im Paduaner Gebiet und um Motta di Livenza konzentrierte, aber auch zwischen dem Trevisaner Gebiet und dem Dukat.
Auch im Testament vom 6. Juni 1585 zeigte sich sein erhebliches Vermögen. Zugleich war er immer sparsam gewesen. Nur einmal, nämlich am 11. Dezember 1580, hatte er für seinen einzigen noch lebenden Erben, den gleichnamigen Enkel, 22.500 Dukaten aufgewandt, um ihm die Stellung eines Prokuratoren von San Marco zu sichern. Sein Sohn Antonio, der Vater des Haupterben, war schon 1558 gestorben. Der besagte Prokurator Nicolò da Ponte starb darüber hinaus im Jahr 1590, so dass dieser Familienzweig mit ihm ausstarb.

## Bildliche Darstellungen

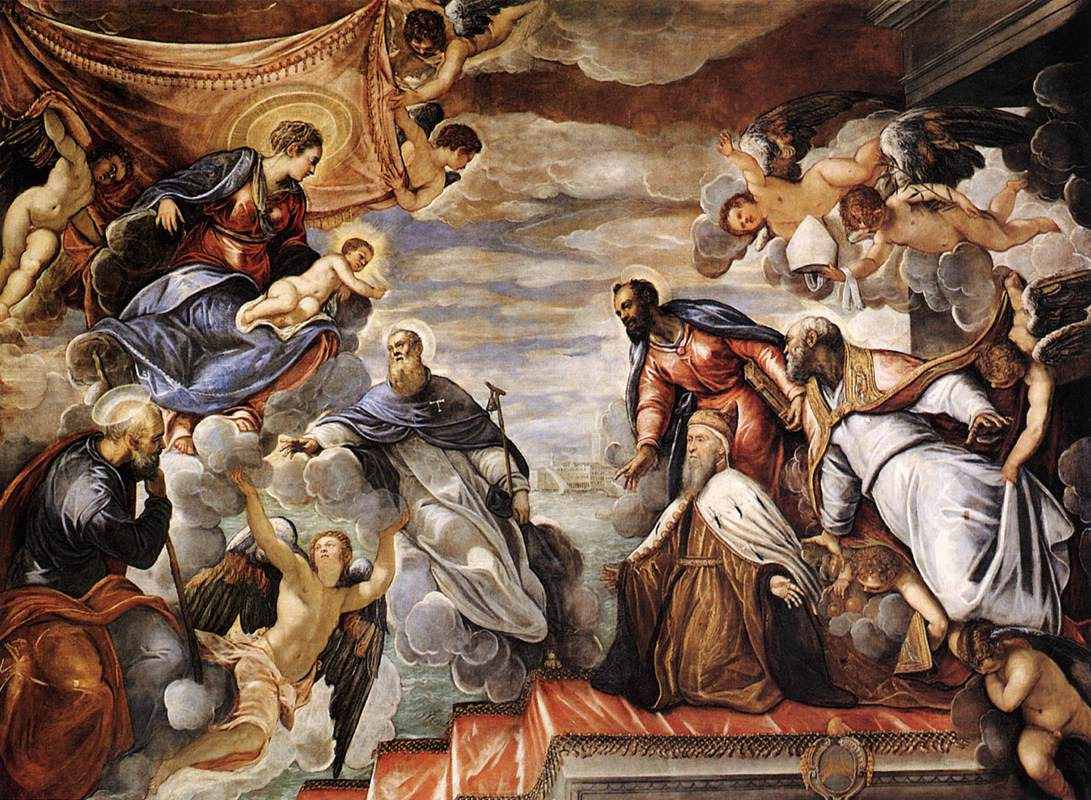
Der Doge ruft den Schutz der Jungfrau an, Jacopo Tintoretto, Öl auf Leinwand, 1584, Sala del Collegio, Dogenpalast

- Tintoretto: Die freiwillige Unterwerfung der Provinzen, 1578–1585, Sala del Maggior Consiglio, Dogenpalast
- Alessandro Vittoria: Büste des Dogen Nicolò da Ponte, Seminario Patriarcale, Venedig

## Grabmal
Der Doge erteilte den Auftrag zum Bau seines Grabmals dem Prokurator Marc’Antonio Barbaro. Das aufwendige Grabmal wurde zwischen 1582 und 1584 errichtet, nach einem Entwurf von Vincenzo Scamozzi. Es stand bis zu deren Zerstörung während der zweiten französischen Herrschaft unter Napoleon im Jahre 1807 in der Klosterkirche Santa Maria della Carità. Diese wurde, nach dem Vorbild des Pariser Louvre und unter Einbeziehung der Scuola Grande della Carità in die heutige Accademia umgebaut.
Erhalten blieb nur die Büste des Dogen von Alessandro Vittoria. Dank eines Mitte des 18. Jahrhunderts entstandenen Stichs von Dionisio Valesi ist das Aussehen des Grabmals einigermaßen bekannt. Auf der Arca befand sich die von Vittoria in Terrakotta geschaffene Halbbüste des Dogen (die erste derartige Darstellung), die zusammen mit der Inschrift auf einer Steinplatte das einzige erhaltene Element des Grabmals darstellt. Da Pontes sterbliche Überreste ruhten in der Gruft vor dem Grabmal, unter einer gleichfalls verschwundenen Marmorplatte aus Chalzedon. Nicolò da Ponte war einer der wenigen Dogen, die ihr Grabmonument noch zu Lebzeiten sahen.